# Bernard Tchoutang
Bernard Tchoutang (Yaoundé, 2 settembre 1976) è un ex calciatore camerunese, di ruolo attaccante.

## Palmarès

### Club

#### Competizioni nazionali
- Coppa dei Paesi Bassi: 1

Roda JC: 1999-2000